# Tania Naden
Pour les articles homonymes, voir Naden.
Pas d'image ? Cliquez ici

a Compétitions nationales et continentales officielles uniquement.

b Matchs officiels uniquement.
Dernière mise à jour le 15 avril 2025.
Tania Naden, née le 20 février 1992 à Canberra (Australie), est une joueuse internationale australienne de rugby à XV évoluant au poste de talonneur.

## Biographie
Tania Naden naît le 20 février 1992 à Canberra en Australie.
En 2022, elle joue pour les Brumbies. Elle ne compte aucune sélection en équipe d'Australie quand elle est retenue en septembre 2022 pour disputer la Coupe du monde en Nouvelle-Zélande.

## Palmarès
- Vainqueur du WXV 2 en 2024.